# 伊恩德拉加尔
伊恩德拉加尔（Indragarh），是印度拉贾斯坦邦Bundi县的一个城镇。总人口5265（2001年）。

## 人口
该地2001年总人口5265人，其中男性2695人，女性2570人；0—6岁人口900人，其中男477人，女423人；识字率62.96%，其中男性为72.39%，女性为53.07%。